# Probe de Bizanci
Probe (en grec antic: Πρόβος) mort l'any 306, va ser bisbe de Bizanci durant 12 anys, del 293 al 306. Va succeir Rufí I.
Era fill de Domeci, que també havia estat bisbe de Bizanci, i germà de Metròfanes, que el va succeir.